# 全雨根
全雨根（Jeon Woo-Keun），1977年2月25日生于韓國，韓國职业足球运动员。
他先前效力過釜山I'Park、光州尚武不死鳥。

## 連結
-  Player Info - kleaguei.com[永久]